# Bases i refugis antàrtics del Brasil
El Programa Antàrtic Brasiler (PROANTAR) s'encarrega de la missió d'aquest país a l'Antàrtida, gestiona les bases i refugis antàrtics del Brasil i coordina els treballs de recerca científica que s'hi fan. És depenent de la Marina del Brasil i compleix amb el Tractat Antàrtic, que el país sud-americà va signar l'any 1987.
El Brasil ha demostrat un important interès en l'Antàrtida en les últimes dècades, on té instal·lat una base permanent, la Comandant Ferraz, un mòdul científic autònom i manté dos refugis operatius a les illes Shetland del Sud.

## Història
Les activitats científiques són desenvolupades per diverses universitats i instituts, recolzades pel Centre Nacional de Desenvolupament Científic i Tecnològic (CNPq). S'agrupen en ciències de l'atmosfera, de la vida, de la Terra i geofísica de la Terra sòlida, incloent les següents àrees del coneixement: meteorologia, geologia continental i marina, oceanografia, biologia, astrofísica, geomagnetisme i geofísica nuclear. El desenvolupament de les activitats del PROANTAR, a més, s'estructuren en 4 blocs: científic, ambiental, logístic i de política externa.
La Marina del Brasil, per mitjà de la Direcció d'Hidrografia i Navegació, hi realitza activitats de cartografia. Ha editat diverses cartes nàutiques de l'iIlla Elefant i l'illa Rei Jordi, les zones de major afluència de vaixells a les Illes Shetland del Sud. Prèviament, el buc oceanogràfic Almirante Câmara, de la Direcció d'Hidrografia i Navegació, juntament amb Petrobras, va executar tasques geofísiques en l'Estret de Bransfield, el Pas de Drake i el Mar de Bellingshausen.

## Base Comandant Ferraz
L'Estació Antàrtica Comandant Ferraz  (en portuguès i oficialment, Estação Antártica Comandant Ferraz) és una base permanent (operativa tot l'any) del Brasil. S'ubica en les coordenades geogràfiques ; a la badia Almirallat de l'illa Rei Jordi, a l'arxipèlag de les Illes Shetland del Sud. Va ser inaugurada el 6 de febrer de 1984.
La base va ser batejada en honor del Comandant de la marina brasilera Luís Antônio de Carvalho Ferraz (1940–1982), hidrogràfic i oceanògraf que va visitar l'Antàrtida en dues oportunitats, a bord de vaixells britànics. Va tenir un paper decisiu en persuadir al govern del seu país per desenvolupar un programa antàrtic. Va morir sobtadament mentre representava el Brasil en una conferència oceanogràfica a Halifax, Canadà, dos anys abans de la inauguració de la base.

## Mòdul científic Criosfera 1

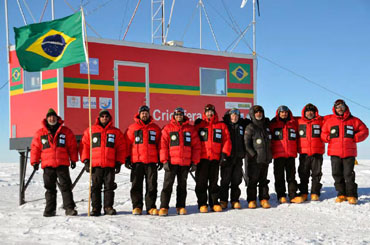
Inauguració del Criosfera 1.

El mòdul Criosfera 1 va ser inaugurat el 12 de gener de 2012, a l'interior del continent antàrtic (84° 00′ 00″ S, 79° 30′ 00″ O / 84.00000°S,79.50000°O). És un centre autònom, alimentat amb energia solar i eòlica, que tramet informació via satèl·lit a l'INPE (Institut Nacional d'Investigacions Espacials).

## Altres equipaments
El Brasil ha tingut fins a 4 refugis a les Illes Shetland del Sud, per donar cobertura als investigadors amb base a Ferraz. Tots quatre tenien capacitat per a un màxim de 6 persones i una autonomia de fins a 40 dies. Dos dels refugis van ser desmantellats.
- Refugi Astrònom Cruls: Situat en les coordenades 62° 14′ 30″ S, 58° 58′ 48″ O / 62.24167°S,58.98000°O, a l'Illa Nelson. Va ser inaugurat el 25 de gener de 1985
- Refugi Emilio Goeldi: Situat en les coordenades 61° 05′ S, 55° 20′ O / 61.083°S,55.333°O, a l'Illa Elefant. Va ser inaugurat l'any 1988.
- Refugi Enginyer Wiltgen: Situat en les coordenades 61° 01′ S, 55° 21′ O / 61.017°S,55.350°O, a l'Illa Elefant. Va estar operatiu entre 1985 i 1997.
- Refugi Mossèn Balduíno Rambo: Situat en les coordenades 62° 09′ 54″ S, 58° 57′ 54″ O / 62.16500°S,58.96500°O, a l'Illa Rei Jordi. Va estar operatiu entre 1985 i 2004.

La Marina brasilera té operatius dos trencaglaç —Almirante Maximiano (H-41) i Ary Rongel (H-44)— i un vaixell oceanogràfic, el Cruzeiro do Sul (H-38). Altres vaixells, ja desactivats, han estat el Barão de Teffé (H-42), l'Almirante Câmara (H-41) i l'Almirante Álvaro Alberto (H-43). També ha participat de les missions a l'Antàrtida el vaixell Professor Besnard, que pertany a la Universitat de São Paulo.
Les bases i refugis compten amb el suport d'aeronaus de la Força Aèria Brasilera per al transport de mercaderies i passatgers, on destaquen un Eurocopter EC135 i un Embraer C-390 Millennium.